# すばらしい日本の戦争
『すばらしい日本の戦争』（すばらしいにほんのせんそう）は、高橋源一郎の小説。第24回群像新人文学賞（1981年4月発表）の最終候補作3編のうちの1作に選ばれるも落選した。
『ジョン・レノン対火星人』（『野性時代』1983年10月号掲載）の原型となった作品である。また、本作のタイトルは『ジョン・レノン対火星人』の最重要登場人物の名前でもある。

## 選考過程
第24回群像新人文学賞の最終候補作には、笙野頼子の「極楽」、森辰寛の「夏の日」、高橋の「すばらしい日本の戦争」の3編が選ばれた。最終選考の選考委員は川村二郎、木下順二、瀬戸内晴美、田久保英夫、藤枝静男の5名。瀬戸内だけが強く推し、他の委員からは酷評を受けたため受賞には至らなかった。

## 『すばらしい日本の戦争』という人物
「花キャベツカントリー党」のリーダー。「花キャベツカントリー殺人事件」を起こす。この事件により東京拘置所の東2舎2階23房に8年間拘置されていた。なおこの部屋には「ジョン・レノン対火星人」の語り手の「わたし」も拘置されていて、「わたし」が保釈された翌日に「すばらしい日本の戦争」がその部屋に拘置されている。かつて詩人だった。詩集を1冊出したような気がするらしい（本人談）。作品の最後では、遺躰となって火葬場に入っている。自殺したと思われる。

### 性格
- 神経質。
- 温厚。
- 責任感が強い。

### 特徴
- 頭の中に死躰が住み着いている。時々深淵が彼を死躰として追撃してくる。それがどんどん頻繁になってくる。
- 気ちがいのまねをしている。